# Опорна гіперплощина

Пара опорних прямих в одній точці.

Опорна гіперплощина множини {\displaystyle M} у {\displaystyle n}-вимірному векторному просторі — {\displaystyle (n-1)}-вимірний афінний підпростір, який містить точки замикання {\displaystyle M} і залишає {\displaystyle M} в одному замкнутому напівпросторі.
При {\displaystyle n=3} опорну гіперплощину називають опорною площиною, а при {\displaystyle n=2} ― опорною прямою.

## Пов'язані визначення
- Граничну точку множини {\displaystyle M}, через яку проходить хоча б одна опорна гіперплощина, називають опорною точкою {\displaystyle M}. В опуклої множини {\displaystyle M} усі її граничні точки — опорні. Останню властивість Архімед використовував як визначення опуклості {\displaystyle M}.
- Граничні точки опуклої множини {\displaystyle M}, через які проходить єдина опорна гіперплощина, називаються гладкими.